# Текора Роджерс
Теко́ра Ро́джерс — американська джаз співачка, що народилася у місті Чикаго.
Текора Роджерс народилася і виросла в Чикаго, де вже з шестирічного віку почала співати в спірічуел-хорі. Відданість Євангеліє не завадила Текорі захопитися джазом, який вона вважає частиною американської музики, що походить своїм корінням із африканської фолк-культури, зокрема із госпелу.
За свою кар'єру співачка встигла попрацювати з цілою кагортою джазменів — Уілтон Фельдер, Вон Фріманом, Ронні Лоус, Джорджем Фріманом і багатьма іншими. Текора виконувала госпел та джаз по всьому світу — доля заносила її в Швейцарію, Францію, Італію, Іспанію, Словенію, Бельгію, Німеччину та Азію.
З серпня 1996-го веде своє власне телешоу. «Шоу Текори Роджерс» («The Tecora Rogers Show») транслюється по понеділках на каналі «Channel 19» в Чикаго.
У 1998-му Текора також вела ще й радіопрограму, що випускалася на станції WYCA.
У 2003 Роджерс створила власну групу, «The Chicago Spirituals»; їх передовий концертний тур відбувся в Італії в грудні 2004 і з тих пір повторюється щорічно.
У 2005 співачка отримала особисте запрошення від американського посла в Таїланді Ральфа Бойса — їй запропонували виступити на концерті на честь Дня Незалежності. Окрім цього, Текора якось співала з групою 'USAF' на японській військовій базі 'Йокота'.
У 2008 була учасницею фестивалю «Chicago Jazz Magazine Festival».
2007—2008 — учасниця легендарного джаз-фестивалю «Unites Jazz Festival» у Чикаго, на якому вона спільно виступила із Dr. Donald Byrd.
У вересні 2008-го Роджерс виконала національний гімн Америки на грі WNBA. У тому ж році співачка відкривала виступ легендарного трубача Дональда Берда.
Всесвітня слава Текори призвела до того, що нею зацікавилися навіть в Росії; Московський Коледж імпровізаційної музики запрошував її навчати у його стінах госпелу. Роджерс підготувала у цілому три хорових групи, що виступали на випускному концерті 27 липня 2008, окрім цього, Текора встигла сама дати низку концертів у Будинку Композиторів та легендарному московському нічному клубі «Jazz Town». Вона також виступала на П'ятому Фестивалі Блюзу у Вологді і — у березні 2009 — проїхала по країні з концертним туром. Мистецтво Роджерс настільки припала до смаку російським любителям джазу, що її запросили повторити тур, що вона і здійснила спочатку у липні, а опісля — у жовтні-листопаді.
У травні 2009 Роджерс зацікавилися й американські освітні заклади; вона створила і запустила музичну програму для відкриття нового крила Інституту Мистецтв в Чикаго.
У березні 2010 р. Текора Роджерс приїздила в Україну на фестиваль Черкаські джазові дні.

## Дискографія
«Jazzy Lady» — це останній джазовий проект Текори, який включає 15 джазових стандартів і широко відомий в усьому світі. Цей альбом має численні відгуки з боку поціновувачів джазової музики.
«God, My God» — останній госпел-альбом виконавиці.
Альбом «Tecora» комбінує в собі емоційність традиційного Євангелія зі свіжістю сучасного Євангелія. Саме цей запис виконавиці — один з найвдаліших серед інших пропозицій музики госпел. Через призму її музичних відтворень можна почути Чикаго таким, яким він є насправді.
«Tecora Rogers — Live in Singapore» включає в себе 12 джазових та блюзових композицій. Цей альбом був записаний з всесвітньо відомою групою Chromazone у джазовому клубі «Harry» у Сінгапурі.
«I'm Going Home» — також госпел-CD, що містить у собі традиційну музику і так званий Chicago Spirituals.

## Інша діяльність
Текора відома також як виконавиця театральної сцени. Серед її останніх робіт — роль Регіни у мюзиклі «The Little Foxes», Пенмут у мюзиклі «A Musical Romance» (2007), і Клари з опери «Porgy and Bess».
Саме Текора співала провідну партію у відомому по всьому світу рекламному ролику «KFC is Cookin»; вона ж працювала в підспівуванні в рекламному ролику «Starhub». Навіть у такій, здавалося б, недоречних для Роджерс творіннях, звук її міцно виділяється на загальному фоні.